# 维拉拉戈
维拉拉戈（義大利語：Villalago），是意大利阿奎拉省的一个市镇。总面积35.33平方公里，人口621人，人口密度17.6人/平方公里（2009年）。ISTAT代码为066103。